# Burni Tedet
Burni Tedet är ett berg i Indonesien.   Det ligger i provinsen Aceh, i den västra delen av landet, 1 600 km nordväst om huvudstaden Jakarta. Toppen på Burni Tedet är 213 meter över havet.
Terrängen runt Burni Tedet är kuperad.  Trakten runt Burni Tedet är nära nog obefolkad, med mindre än två invånare per kvadratkilometer. I omgivningarna runt Burni Tedet växer i huvudsak städsegrön lövskog.